# Saurauia capitulata
Saurauia capitulata är en tvåhjärtbladig växtart som beskrevs av A.C. Smith. Saurauia capitulata ingår i släktet Saurauia och familjen Actinidiaceae. Inga underarter finns listade i Catalogue of Life.